# Max Wien
Max Karl Werner Wien, född den 25 december 1866 i Königsberg (nuvarande Kaliningrad), Preussen, död den 24 februari 1938 i Jena, Tyskland, var en tysk fysiker, som 1888 blev filosofie doktor i Berlin och professor 1904 i Danzig och 1911 i Jena. Han  gav ut ett stort antal avhandlingar, särskilt rörande akustik, växelströmmar och elektriska svängningar och var en auktoritet på radiotelegrafins område.
Han var kusin till nobelpristagaren Wilhelm Wien.

## Biografi
Wiens förfäder var godsägare i Mecklenburg, som hade kommit till välstånd genom markköp. Hans far blev delägare i en spannmålsexportverksamhet i Königsberg.
Liksom sin kusin Wilhelm Wien, med vilken han förblev i nära kontakt under hela sitt liv, ville Max Wien studera fysik. Han började studera i Königsberg 1884, fortsatta sedan i Freiburg i sex månader och slutligen i Berlin 1885. År 1887 skrev han sin doktorsavhandling under handledning av Hermann von Helmholtz och August Kundt, för vilken han hade valt att mäta tonstyrkan med Helmholtz resonator med en barometerkapsel fäst vid den.
Politiskt var han medlem i Tysknationella folkpartiet.

## Karriär och vetenskapligt arbete
Wien gjorde sedan sin ettåriga militärtjänst vid Cuirassier Regiment 3 i Königsberg och återvände till Berlin 1889 för att arbeta med vidareutveckling av ljudmätning. År 1892 flyttade han till Würzburg som assistent till Wilhelm Conrad Röntgen. Han habiliterade 1893 med habiliteringsavhandlingen Über eine neue Form der Induktionswaage. 
Påsken 1898 blev Wien lektor vid TH Aachen, där han samma år utnämndes till professor. Där utvecklade han ett nytt arbetsområde 1902 med studier av trådlös telegrafi.
År 1904 utnämndes Wien till professor vid det nygrundade tekniska universitetet i Gdansk, men flyttade 1911 till Jena för att bli chef för institutionen för fysik vid universitetet i Jena. Från 1906 till 1909 utvecklade han släckningsgnistsändaren och skrev många verk om växelström, elektriska vibrationer och trådlös telegrafi. Hans kritik av Helmholtz resonansteori om hörsel har kommit in i litteraturen som en wiensk invändning. Wieneffekten på elektrolyternas beteende i starka elektriska fält är också uppkallad efter honom.
För teoretisk fysik i Jena ville Wien ha elever till Arnold Sommerfeld, men det måste vara så få judar som möjligt, som han skrev till sin kusin Wilhelm Wien. Hans antisemitism var upprepade gånger tydlig i hans brev till sin kusin, till exempel i samband med Heinrich Rubens utnämning till Berlin eller en ledig tjänst i Jena.
Redan i början av första världskriget blev Wien chef för den vetenskapliga avdelningen för arméns radioutrustning med rang av ryttmästare. Hösten 1914 deltog han i planeringen av långdistansvapen. Med Ferdinand von Zeppelin diskuterade han den möjliga övervakningen av en båt från ett flygande föremål. I slutet av 1914 var han en av de 16 undertecknarna av sin kusin Wilhelm Wiens begäran att inte citera engelsmän oftare än tyskar i publikationer. När det gäller krigsmålen var Wien för territoriell expansion med germanska bosättningsområden från vilka de befintliga lokalbefolkningen skulle utvisas. Senare tog Wien Walther Gerlach, Robert Wichard Pohl och Gustav Hertz till sin avdelning. 
Från 1924 till 1925 var Wien ordförande i det tyska fysiska sällskapet. År 1920 tog Wien Erwin Schrödinger till Jena, men han stannade bara i ett halvt år. År 1935 gick han i pension vid 65 års ålder i enlighet med den nya lagstiftningen, men året efter skrev han tillsammans med Werner Heisenberg och Hans Geiger det memorandum, som undertecknades av 75 professorer, mot attackerna på modern teoretisk fysik från representanterna för tysk fysik kring Johannes Stark och Philipp Lenard. 

## Utmärkelser och hedersbetygelser
År 1921 antogs Wien som fullvärdig ledamot av Sachsiska vetenskapsakademienoch 1929 som korresponderande ledamot av Göttingens vetenskapsakademi.År 1934 valdes han till ledamot av den tyska vetenskapsakademien Leopoldina. År 1937 tilldelades Wien Goethemedaljen för konst och vetenskap och samma år blev han hedersmedlem i det tyska fysiska sällskapet tillsammans med Walther Nernst.